# Dongargaon
Dongargaon é uma cidade e uma nagar panchayat no distrito de Rajnandgaon, no estado indiano de Chhattisgarh.

## Geografia
Dongargaon está localizada a 20° 58′ N, 80° 51′ L. Tem uma altitude média de 304 metros (997 pés).

## Demografia
Segundo o censo de 2001, Dongargaon tinha uma população de 11 571 habitantes. Os indivíduos do sexo masculino constituem 51% da população e os do sexo feminino 49%. Dongargaon tem uma taxa de literacia de 72%, superior à média nacional de 59,5%: a literacia no sexo masculino é de 78% e no sexo feminino é de 64%. Em Dongargaon, 14% da população está abaixo dos 6 anos de idade.